# Lago Rouen
Il lago Rouen, anche scritto talvolta lago Rouan su alcune vecchie mappe o lago della Roussa in lingua occitana, è un lago alpino situato a 2391 m s.l.m. nel Parco Naturale Orsiera Rocciavrè. Si trova in comune di Roure, Val Chisone (Piemonte). 

## Morfologia
Di una lunghezza di circa 200 metri, di forma rettangolare e allungata, alcuni punti del l'invaso supererebbero i 10 metri di profondità. Il lago è libero dal ghiaccio solo in piena estate.

## Storia
Due aerei precipitati hanno segnato la storia di questo posto:
- 29/06/1943 - Savoia-Marchetti, precipitato presso il Colle della Roussa (2019 m);
- 31/07/1961 - l'aereo americano Mc Donnell North American F100 Super Sabre, caduto presso il lago di Rouen.

Alcune parti degli aerei sono ancora visibili ai margini dei sentieri.

## Escursionismo
Il lago è una meta di interesse escursionistico ed è raggiungibile a piedi per un sentiero che parte dalla borgata Gran Faetto. (comune di Roure). La zona è anche molto frequentata da ungulati e rapaci.